# Die Rudi Carrell Show – Laß Dich überraschen
Die Rudi Carrell Show – Laß Dich überraschen war sowohl die letzte Samstagabend-Show von Rudi Carrell als auch seine letzte große Show im öffentlich-rechtlichen Fernsehen. Sie hat ungeachtet des gleichen Namens nichts mit der Rudi Carrell Show aus den 1960er und frühen 1970er Jahren zu tun, es handelt sich vielmehr um die Kombination aus einer Talent- und Überraschungsshow. Im allgemeinen Sprachgebrauch war meist nur von der Überraschungsshow die Rede.

## Vorgeschichte
Carrell hatte nach dem vorzeitigen Ende von Am laufenden Band zunächst eine Pause eingelegt. Ab 1984 moderierte er Die verflixte 7, die zwar wieder recht erfolgreich war, deren Einschaltquoten aber nicht an die der früheren Show heranreichten. Dies sollte eine neue Show ändern.

## Vorbild
Für die Show gibt es zwei britische Vorbilder: Surprise Surprise des Senders ITV und Live Sound. In Surprise Surprise wurden Menschen dadurch überrascht, dass Bekannte der Show deren größten Wunsch mitteilten. Wichtig war also, dass die Kandidaten nicht selber schreiben durften, da es sich um keine Wunscherfüllungs-, sondern um eine Überraschungsshow handelte. In Live Sounds imitierten Laien einen Star, in dem sie genauso wie ihr Idol gekleidet waren und live einen seiner Titel sangen.

## Ablauf
Imitatoren
In jeder Sendung kamen fünf Imitatoren vor. Sie wurden zuerst in ihrem Berufsumfeld gezeigt, indem man eine passende Kulisse nachbaute. Dies konnte beispielsweise eine Apotheke sein. Carrell führte ein kurzes Gespräch mit ihnen und gab ihnen dann ihr Bühnenoutfit in die Hand, das an einem fahrbaren Kleiderständer bereit hing. Mit dem Kleiderbügel in der Hand sah man dann den Imitator von hinten durch den Gang zur Bühne gehen. Dazu gehörte der Ausspruch von Carrell: „Eben noch in der Apotheke, jetzt auf der Show-Bühne!“ In der nächsten Einstellung sah man ihn im Bühnengewand gekleidet von vorne die Bühne betreten. Das Publikum entschied am Ende darüber, welcher der fünf Imitatoren das Goldene Mikrophon, den Preis der Show, bekam.
Überraschungen im Studio
Die Überraschungen, die während der Show erfüllt wurden, konnten sehr unterschiedlich sein. So fand eine Frau beispielsweise einen bestimmten Titel von Peter Alexander nicht mehr und kannte davon nur eine Zeile. Also lud man den Künstler selbst in die Show ein, der die betreffende Schallplatte persönlich überreichte. Ein besonderer Höhepunkt war immer die Zusammenführung von Menschen, die sich schon seit vielen Jahren nicht mehr gesehen hatten. Da Carrell fand, dass bei dem britischen Original zu sehr auf die Tränendüse gedrückt wurde, ging er behutsamer vor. Harald Schmidt sagte hierzu:

„Diese Szenen könnte man eigentlich allen Leuten, die moderieren, als Lehrstück vorführen – wie der zum Beispiel abseits steht, als die Familie sich umarmt. Er rennt nicht wie ein schlechter Moderator noch in die Szene rein und versucht das aufzumenscheln. Solche Szenen zeigen, dass Rudi ein absoluter Profi ist.“

Überraschungen mit Einspielfilm
Einige Überraschungen wurden mit Einspielfilmen in der Show gezeigt. Dabei wählte man die Wünsche danach aus, wie sie sich effektvoll umsetzen ließen. Darunter war zum Beispiel der Wunsch einer Bäckerin, die Brötchen einmal mit einem Porsche auszufahren, oder eine Tortenschlacht. Carrell erschien dazu am Arbeitsplatz des Betreffenden, wo die Überraschung sogleich umgesetzt wurde.
Rudigramm
Das Rudigramm war ein eigens getextetes und von Carrell gesungenes Loblied auf einen besonders engagierten Menschen, etwa ein Schulhausmeister oder die Bedienung in einer Kantine. Dazu gehörte ein Einspielfilm, in dem die betreffende Person am Arbeitsplatz gezeigt wurde. Die Musik schrieb Tonny Eyk, ein alter Bekannter Carrells.

## Produktion
Studio
Im Gegensatz zu Die verflixte 7 kam die Rudi Carrell Show nicht aus verschiedenen Hallen, sondern immer aus dem Fernsehstudio.
Aufzeichnung
Alle Ausgaben der Rudi Carrell Show sind als Aufzeichnung ausgestrahlt worden. Die Show war für eine Live-Sendung zu kompliziert. Hinzu kam, dass man so Unpassendes herausschneiden konnte. So sagte ein durch einen alten Bekannten überraschter Studiogast einmal, wir hätten uns sowieso bald gesehen. Diese Aussage wurde herausgeschnitten.

## Erfolg
Die Rudi Carrell Show wurde mit bis zu 17 Millionen Zuschauern ein großer Erfolg. Seit 1990 wurde Die Rudi Carrell Show als Eurovisionssendung ausgestrahlt. Der Erfolg lag – neben der Person Carrell – auch an den aufwändig gedrehten Einspielfilmen.

## Ende
Die Show endete vorzeitig, da Carrell als Produzent zu RTL ging und auch dort an einer Show arbeitete. In der ARD galt zu der Zeit die Regel, dass man nicht gleichzeitig bei einem öffentlich-rechtlichen und einem privaten Fernsehsender auftreten durfte. Dieser Grundsatz endete erst mit der Rückkehr von Thomas Gottschalk zu Wetten, dass..?. Die offizielle Begründung von Carrell war allerdings, es gebe keine guten Überraschungen mehr.

## Wiederauflage
Das Konzept der Rudi Carrell Show wurde 1996 unter dem alten Zusatztitel Lass dich überraschen von Thomas Ohrner wieder aufgegriffen.